# Szülőtalálkozó
A Szülőtalálkozó (eredeti cím: The Parenting) 2025-ben bemutatott amerikai horror filmvígjáték, amelyet Kent Sublette forgatókönyvéből Craig Johnson rendezett. A főbb szerepekben Nik Dodani, Brandon Flynn, Parker Posey, Vivian Bang, Lisa Kudrow, Dean Norris, Brian Cox és Edie Falco.
A film premierje 2025. március 14-én volt a HBO Max-on. Magyarország 2025. március 13-án jelent meg a Maxon.

## Cselekmény
Egy fiatal meleg pár, Rohan és Josh, hétvégi kiruccanást tartanak mindkettőjük szüleikkel egy vidéki házban. A dolgok új fordulatot vesznek, amikor a három pár felfedezi egy 400 éves gonosz entitás ottlétét.

## Szereplők
| Szerep | Színész       | Magyar hang     |
| ------ | ------------- | --------------- |
| Rohan  | Nik Dodani    | Rada Bálint     |
| Josh   | Brandon Flynn | Tasnádi Bence   |
| Brenda | Parker Posey  | Pálfi Kata      |
| Sara   | Vivian Bang   | Gáspár Kata     |
| Liddy  | Lisa Kudrow   | Nyírő Beáta     |
| Cliff  | Dean Norris   | Törköly Levente |
| Frank  | Brian Cox     | Papp János      |
| Sharon | Edie Falco    | Spilák Klára    |

### Magyar változat
- Magyar szöveg: Lai Gábor
- Hangmérnök: Salgai Róbert
- Vágó: Baltazár Boldizsár
- Gyártásvezető: Kablay Luca
- Szinkronrendező: Molnár Ilona
- Produkciós vezető: Németh Napsugár

A szinkront az Iyuno Hungary készítette el.

## A film készítése
2021. január 26-án a New Line Cinema fejlesztésbe kezdett egy Kent Sublette által írt horror-vígjáték projektbe, melynek rendezője Craig Johnson lett. A szereposztást 2022 márciusában jelentették be. A 2022. március 19-i, Zoomon keresztül történő asztali felolvasás után a forgatás március 25-én kezdődött Massachusettsben. A filmzenét Nathan Larson szerezte.

## Fogadtatás
A Rotten Tomatoes weboldalon 48%-os értékelést kapott 33 pozitív kritika alapján, az átlagos értékelése 5,9 pont a 10-ből. Az oldal szöveges összefoglalója szerint: „A jól megszokott horror-vígjáték homokozójában játszó Craig Johnson-féle Szülőtalálkozójának talán szüksége van egy kis szünetre, ha a műfaj újjáélesztéséről van szó.” A Metacritic oldalán 100-ból 45 pontot kapott (10 kritika alapján), ami „vegyes vagy átlagos” értékelést jelent.